# Szlovákiai opálbányák
A szlovákiai opálbányák a  legrégebbi ismert opálbányák a  világon és Európában egyedülállóak. A  szlovákiai Vörösvágás településtől nem messze találhatók. A bányaművek a nyilvánosság számára látogathatóak, de a kitermelés továbbra is folyik.

## Fekvésük
A  térség Kelet-Szlovákiában, a  Szalánci-hegységben, Vörösvágás mellett helyezkedik el. A  szlovákiai opálbányák térségét a  nemesopál védett lelőhelyi területe szabja meg Červenica I néven, amely 10 987 778,00 m²-nek felel meg.  A „Červenica” védnevű bányatelek a Červenica I nevű védett lelőhelyi területen található –  területe 998 332,41 m².

## A bányatelkek
Az alábbi  bányatelkeket adták 1823-ban bérbe  magánvállalkozók számára:
- Predbaňa, Libanka, Stráne, Stredná és Nižná Bučina, Libanka – 329335 m²
- Simonka, Simonka – Laz – 51400 m²
- Dubník – 45662 m²
- Čolo – 6177 m²
- Lúčina – 4003 m²
- Paseky – 3960 m²
- Kunderov – 3600 m²
- Remety – 7200 m²

## Történetük
Az első írásos bejegyzés Vörösvágásról az opállal kapcsolatban 1409-ből származik. A  bányák világszerte már a  16. végétől ismertek voltak. A  legnagyobb kinyert opált Harlekín-nek nevezték el, tömege 594 g, 1775-ben találták és értékét 700000 holland guldenre becsülték. Napjainkban a Bécsi Természettudományi Múzeumban található. A  szlovákiai opálbányák  a  mexikói és ausztrál lelőhelyek 19. századi felfedezéséig az egyetlen opálbányának számított a világon. A  Libanka és a  többi bányatelken a  háború utáni recesszió és a  rossz gazdasági eredmények következtében 1922-ben befejezték a  termelést.

Az opálbányák neves személyiségei voltak: Vécsey József gróf (a kassai közigazgatás elnöke), Anton Schwarz, Johann Möhling akik a  kutatómunkák térképeit alkották a  Libankán és a környező bányatelkeken, Leopold Anton Ruprecht, Szentiványi Márk és megbízottja Neumánny Peter, akik az első bérlők között voltak, Rumpler József bányabérlő, Fejérváry Gábor bérlő 1830–1845 között. Az opálbányák a leghíresebb korszakukat  akkor élték, amikor Samuel Johann Nepomuk Goldschmidt családja  bérelte a területet.

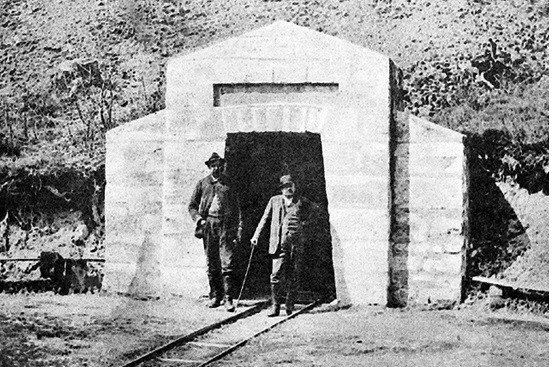
A legrégibb fennmaradt fénykép a József tárnáról (az opálbányák fénykorából)

A környék opálbányáinak történetét Štefan Budkovič szlovák történész, muzeológus írta meg A  szlovák nemes opál története a  Dubnyikból című könyvében (1922-ig bezárólag). Az opálbányák aranykorára a Vörösvágás mellett található  József táró rekonstruált bejárata emlékeztet.

## Jelenkor
1989 után többen is szerették volna kihasználni a  térséget kereskedelmi célokra, mind a  kitermelésben, mind a  turizmusban is. 2010. május 19-én eperjesi székhellyel megalakult az Opálové bane Libanka s.r.o.  társaság, amely 2012-ben elnyerte a  bányászati jogokat a  nemes opál kitermelésére, és már  az év  októberében elkezdődött a  Vilmos meddőhányón a  felületi bányászat Mónika név alatt. Történt ez 90 évvel a  francia Bittner-Belangenay cég által  megszüntetett bányászatot követően.
Eperjes kerületi múzeumában megnyílt a  szlovákiai opálok állandó kiállítása a  bányák történelméről és jelenéről. Az opálbányát 2016. június 1-től a  József tárón keresztül megnyitották a  nyilvánosság számára, ahol a  tanösvényt egész évben működtetik.
2016. október 11-én az iparjogvédelmi hivatal regisztrálta a  szlovákiai opál földrajzi jelzésének tanúsítványát. 2016. november 10-én 1061 regisztrációs szám alatt regisztrálták a  „Szlovákiai opál” földrajzi  jelzését a  World Intellectual Property Organizationnál (WIPO) .

## Látogathatóság
A  bányaművek folyosóinak teljes hossza kb. 24 km 17 szinten, amelyekből ötöt víz árasztott el. Az elárasztott szinteken professzionális technikai búvárkodás is lehetséges. Jelenleg a bányaművekből 1,2 km látogatható, a  látogatás kb. 45-60 percig tart. A  látogatóknak lehetőségük nyílik az opálminták, különféle ásványok, bányászatban használatos világítótestek, csillék és 100 évvel ezelőtti, bányászok által használt eszközök megtekintésére.

## Galéria

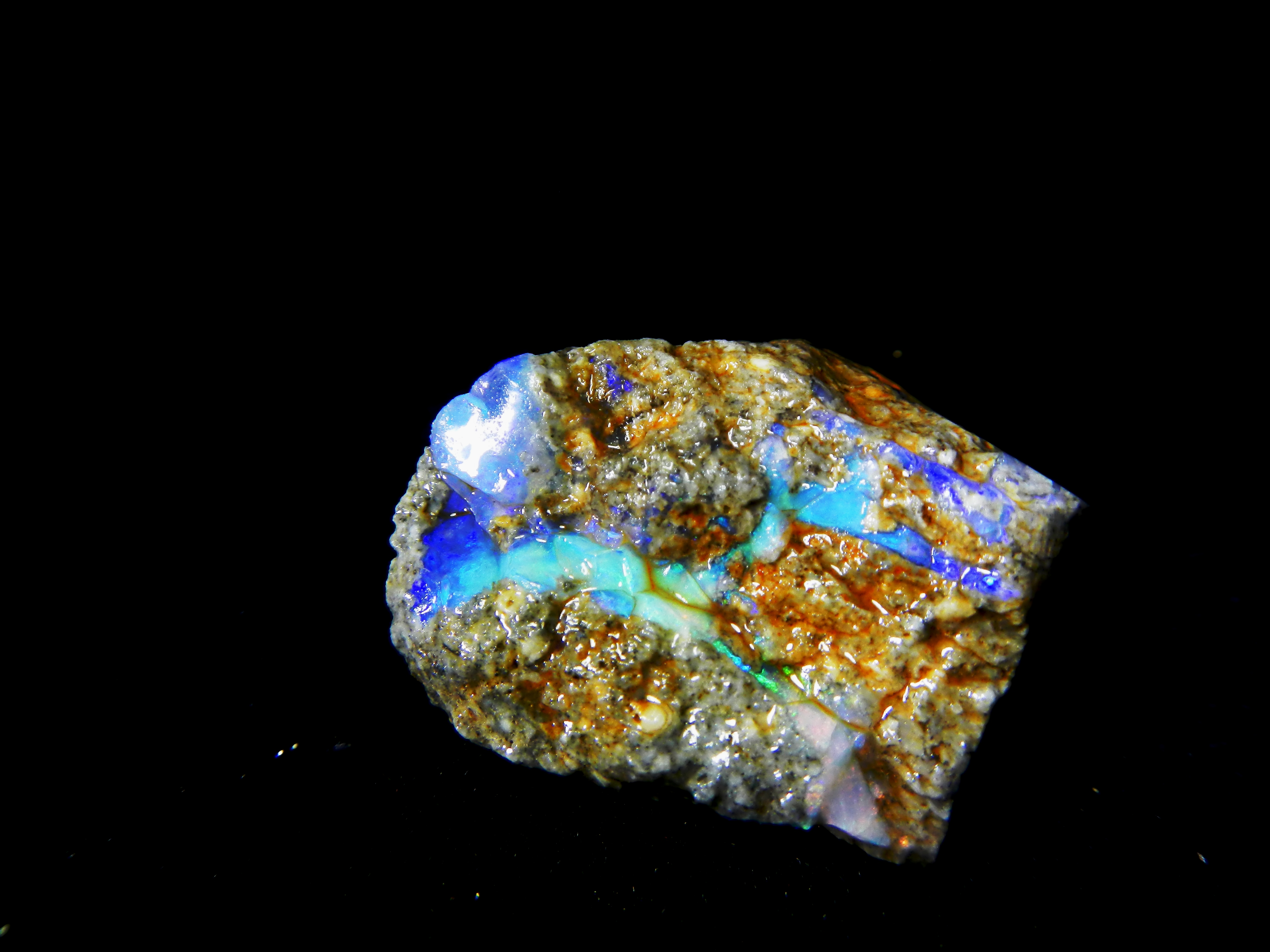
Opál
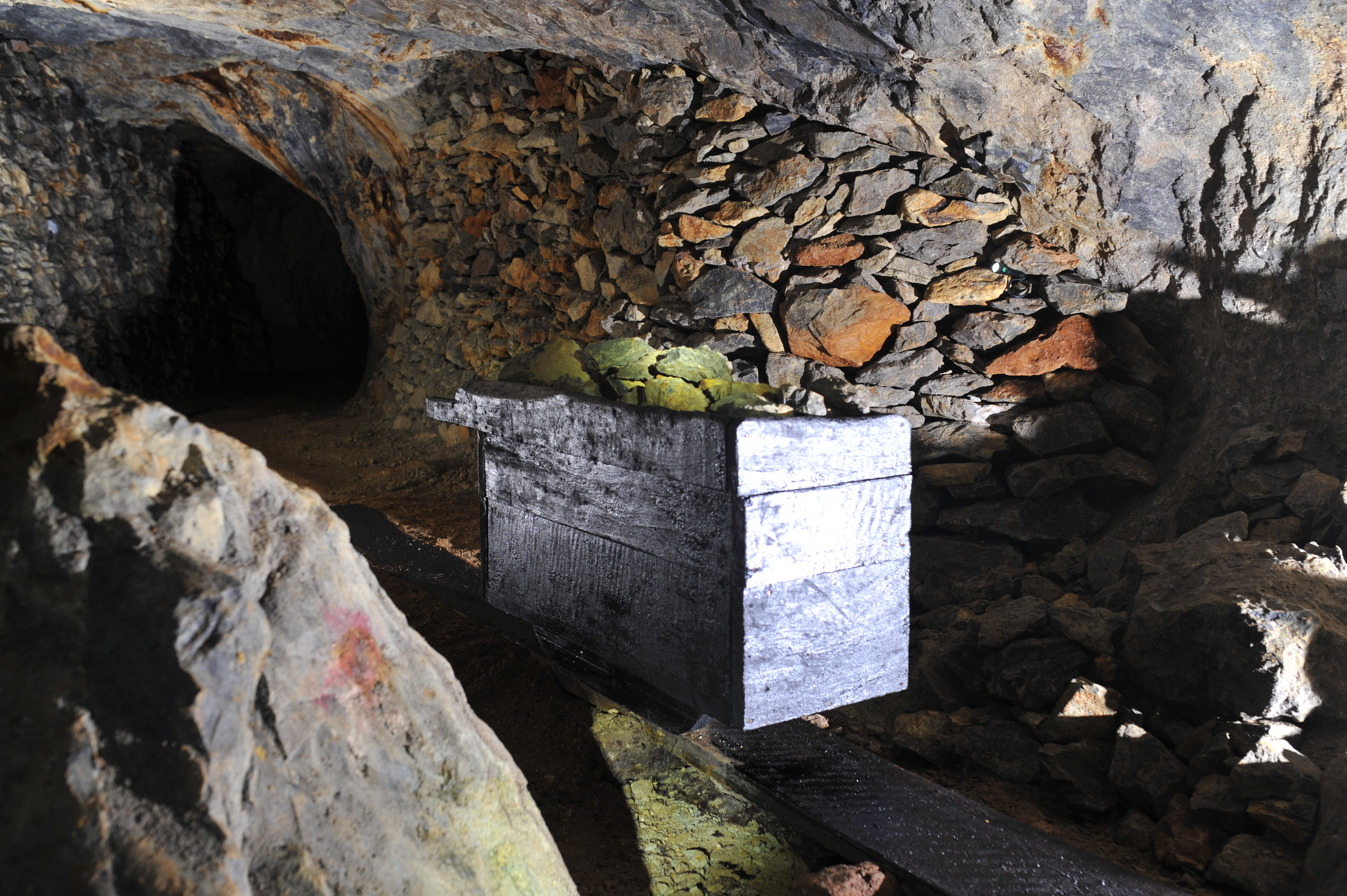
Szlovákiai opálbányák
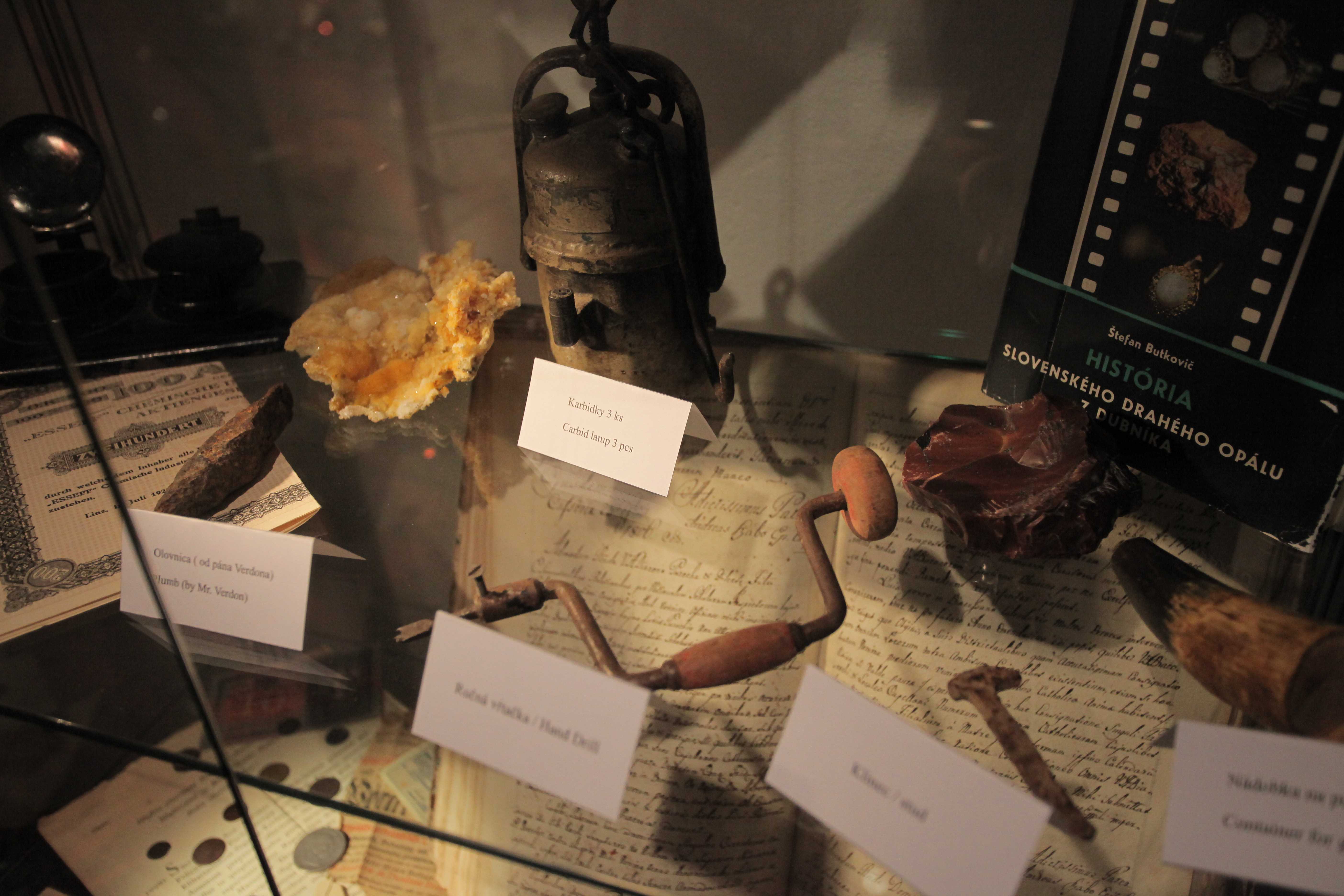
Szlovákiai opálbányák
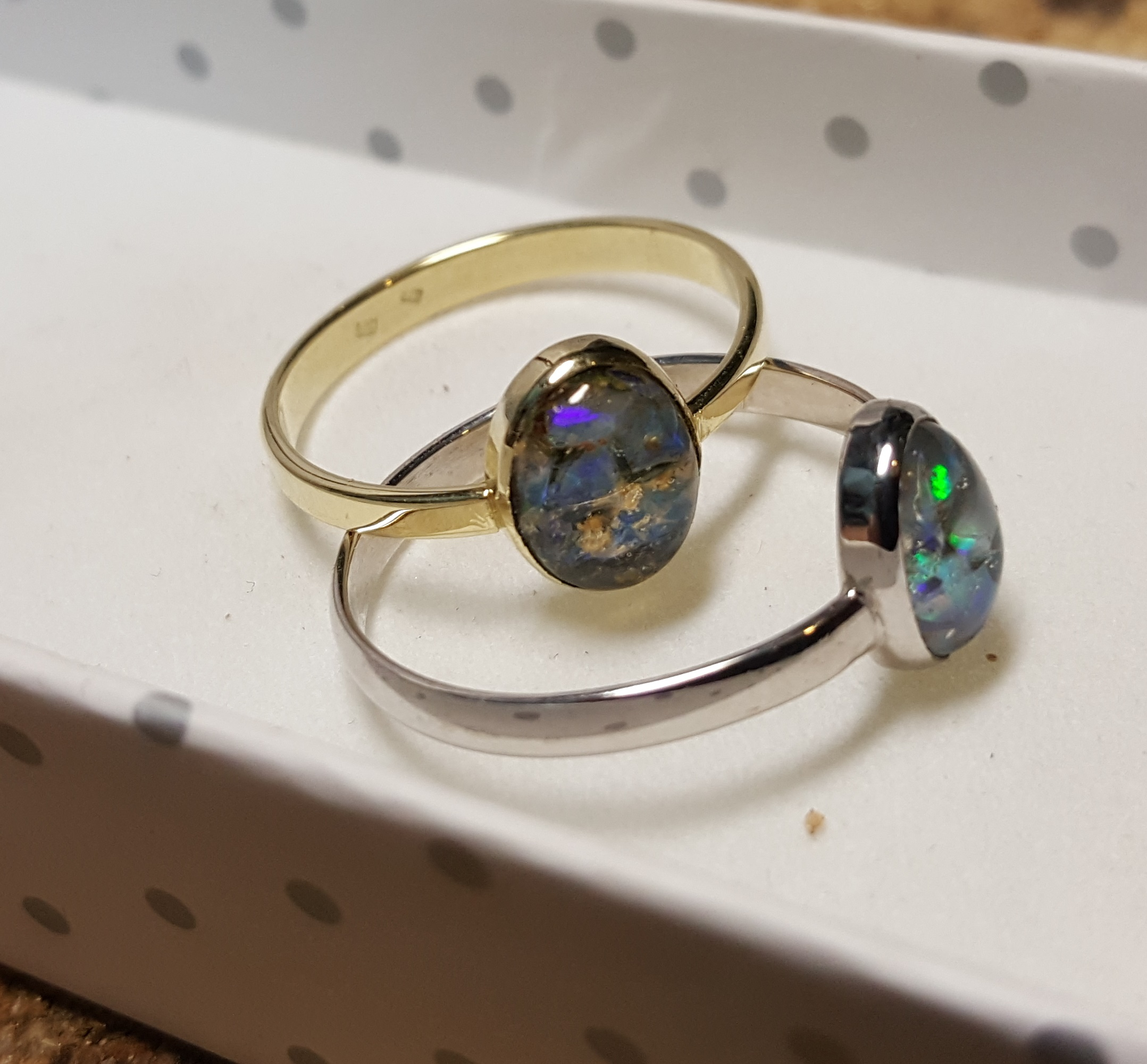
Szlovákiai opálezüst és opálarany gyűrűk